# Ministerstvo národní bezpečnosti (Československo)
Ministerstvo národní bezpečnosti (MNB) bylo specializované ministerstvo existující v Československu v letech 1950–1953. Dle vlastní definice mělo plnit „úkoly národní bezpečnosti, které dosud příslušely ministerstvu vnitra a které na Slovensku byly vykonávány prostřednictvím pověřence vnitra“. Zaniklo opětovným sloučením s ministerstvem vnitra.
Do pole působnosti ministerstva patřily všechny nevojenské ozbrojené složky: veřejná bezpečnost (policie), státní bezpečnost (tajná policie), pohraniční stráž (která právě na začátku 50. let prodělala díky budování neprostupných hranic podstatný rozvoj) a od roku 1952 i vězeňská služba.
Písemný materiál vzniklý v rámci složek ministerstva národní bezpečnosti (a ministerstva vnitra) shromažďuje Archiv bezpečnostních složek.

## Historie
Ministerstvo vzniklo vládním nařízením číslo 48 z 23. května 1950. Důvodem bylo přejímání sovětských vzorů, kde obdobné ministerstvo státní bezpečnosti existovalo od roku 1946. Dalším důvodem mohla být snaha oslabit málo tvrdého ministra vnitra Václava Noska, jemuž po vzniku MNB zbyla v podstatě jen správní agenda. Prvním ministrem se stal Ladislav Kopřiva, jemuž bylo k 1. září 1950 podřízeno 47 185 příslušníků různých bezpečnostních složek.
Roku 1951 se na ministerstvu uskutečnily rozsáhlé čistky, které měly prokázat propojení bezpečnostních složek s údajným spiknutím uvnitř KSČ. Popraveni byli náměstek Karel Šváb a velitel StB Osvald Závodský, s nímž bylo v rámci údajné trockisticko-sionistické skupiny „Závodský a spol.“ organizované Rudolfem Slánským odsouzeno k mnohaletým žalářům několik dalších osob z ministerstva.
Čistky zasáhly především StB. Posloužily ke zbavení se nepohodlných lidí (předválečných komunistů, interbrigadistů, mladých intelektuálů, předúnorových příslušníků,…) – těch samostatných, aktivních a vzdělaných. Pro totalitní moc byli takoví lidé rizikem. Od února 1948 byli naopak systematicky přijímáni lidé na základě oddanosti straně a třídního původu. Postupně tak zcela převládli příslušníci dělnické a rolnické třídy, kteří měli být „zárukou správného uplatňování represivní funkce diktatury proletariátu“.
Od 1. září 1952 bylo k ministerstvu připojeno i vězeňství, do té doby náležející pod ministerstvo spravedlnosti. Byla zřízena Správa nápravných zařízení MNB. Ten samý rok vznikla i Vnitřní stráž, specializovaný vojenský útvar.
Ministerstvo zaniklo 14. září 1953 sloučením s ministerstvem vnitra, nově přeorganizovaným dle rad sovětských poradců. Důvodem sloučení ministerstev byla snaha KSČ lépe ovládat StB. Činnost StB se však nějak výrazně nezměnila, pouze organizační struktura byla jiná. Novým ministrem vnitra se stal 14. září Rudolf Barák, ke dni 15. listopadu 1953 mělo jeho ministerstvo 99 793 příslušníků.

## Seznam ministrů
- Ladislav Kopřiva (1897–1971), ve funkci 23. 5. 1950 – 23.1. 1952
- Karol Bacílek (1896–1974), ve funkci 23. 1. 1952 – 14. 9. 1953[10]

## Seznam náměstků
- Stanislav Baudyš (1906–1972), ve funkci 16. 1. 1951 – 14. 9. 1953
- Antonín Bína (1908–1986), ve funkci duben až prosinec 1951
- Oskár Jeleň (1904–1986), ve funkci 12. 2. 1952 – 31. 12. 1954
- Jaroslav Jerman (1903–1981), ve funkci 15. 12. 1951 – prosinec 1952
- Jindřich Kotal (1917–2005), ve funkci 21. 9. 1951 – 30. 6. 1968
- Josef Nun (1899–1957), ve funkci 23. 5. 1950 – 31. 7. 1951
- Josef Pavel (1908–1973), ve funkci leden 1949 – leden 1951
- Antonín Prchal (1923–1996), ve funkci 12. 2. 1952 – 1. 4. 1956
- Karel Šváb (1904–1952), ve funkci 5. 9. 1950 – únor 1951 (formálně odvolán až 28. 3. 1951)[10]

## Počty příslušníků
| Ministerstvo národní bezpečnosti ke dni 1. září 1950 | Ministerstvo národní bezpečnosti ke dni 1. září 1950 |
| ---------------------------------------------------- | ---------------------------------------------------- |
| Státní bezpečnost                                    | 12 254                                               |
| Veřejná bezpečnost                                   | 28 158                                               |
| Pohraniční stráž                                     | 6 053                                                |
| Administrativní aparát MNB                           | 437                                                  |
| Bezpečnostní letectvo                                | 283                                                  |
| Celkem                                               | 47 185                                               |

| Ministerstvo vnitra ke dni 15. listopadu 1953 | Ministerstvo vnitra ke dni 15. listopadu 1953 |
| --------------------------------------------- | --------------------------------------------- |
| Státní bezpečnost                             | 13 000                                        |
| Veřejná bezpečnost                            | 26 000                                        |
| Správa nápravných zařízení                    | 8 000                                         |
| Vojáci Pohraniční a vnitřní stráže            | 44 451                                        |
| Vojáci Civilní obrany                         | 2 419                                         |
| Občanští zaměstnanci                          | 5 133                                         |
| Celkem                                        | 99 793                                        |